# FK Tchernomorets Novorossiisk
Maillots
Actualités
Le Tchernomorets Novorossiisk (en russe : «Черноморец» Новороссийск) est un club russe de football basé à Novorossiisk.
Il évolue en deuxième division russe depuis la saison 2023-2024.

## Historique
- 1960 : fondation du club sous le nom de Zement Novorossiisk
- 1992 : le club est renommé Gekrus Novorossiisk
- 1993 : le club est renommé FK Tchernomorets Novorossiisk
- 2019 : impliqué dans un scandale de match truqué, trois joueurs du club sont suspendus pour une durée de trois ans, tandis que l'entraîneur Khazret Dychekov écope d'une suspension d'une année[1]

## Bilan sportif

### Palmarès
| Période russe | Période soviétique |
| - Championnat de Russie - Sixième : 1997 et 2000. - Coupe de Russie - Quarts de finale : 1994. - Championnat de Russie de D2 - Vainqueur de groupe : 1993 et 1994. - Vice-champion : 2002. - Championnat de Russie de D3 - Vainqueur de groupe : 2007, 2010 et 2023. | - Coupe d'Union soviétique - Seizièmes de finale : 1989 et 1991. - Championnat d'Union soviétique de D2 - Septième : 1961. - Championnat d'Union soviétique de D3 - Vainqueur de groupe : 1969, 1988 et 1989. |

### Classements en championnat
La frise ci-dessous résume les classements successifs du club en championnat d'Union soviétique.
La frise ci-dessous résume les classements successifs du club en championnat de Russie.

### Bilan par saison
Légende
- Promotion en division supérieure
- Relégation en division inférieure

#### Période soviétique
| Saison    | Championnat  | Championnat  | Championnat  | Championnat  | Championnat  | Championnat  | Championnat  | Championnat  | Championnat  | Championnat  | Coupe d'URSS          |
| Saison    | Division     | Pos          | Pts          | J            | V            | N            | D            | BP           | BC           | Diff         | Coupe d'URSS          |
| --------- | ------------ | ------------ | ------------ | ------------ | ------------ | ------------ | ------------ | ------------ | ------------ | ------------ | --------------------- |
| 1960      | 2e Russie 3  | 12e          | 15           | 26           | 5            | 5            | 16           | 23           | 46           | -23          | —                     |
| 1961      | 2e Russie 4  | 7e           | 24           | 24           | 9            | 6            | 9            | 30           | 33           | -3           | Demi-finales Q        |
| 1962      | 2e Russie 3  | 13e          | 23           | 28           | 7            | 9            | 12           | 27           | 41           | -14          | Quarts de finale Q    |
| 1963      | 3e Russie 3  | 13e          | 25           | 30           | 8            | 9            | 13           | 26           | 37           | -11          | Huitièmes de finale Q |
| 1964      | 3e Russie 4  | 10e          | 33           | 34           | 10           | 13           | 11           | 38           | 43           | -5           | Quarts de finale Q    |
| 1965      | 3e Russie 4  | 4e           | 47           | 38           | 17           | 13           | 8            | 45           | 29           | +16          | —                     |
| 1966      | 3e Russie 4  | 4e           | 45           | 38           | 17           | 11           | 10           | 42           | 29           | +13          | Huitièmes de finale Q |
| 1967      | 3e Russie 4  | 10e          | 38           | 38           | 14           | 10           | 14           | 49           | 41           | +8           | 32es de finale        |
| 1968      | 3e Russie 4  | 7e           | 47           | 40           | 18           | 11           | 11           | 52           | 31           | +21          | Quarts de finale Q    |
| 1969      | 3e Russie 3  | 1er          | 49           | 34           | 18           | 13           | 3            | 54           | 21           | +33          | —                     |
| 1970      | 4e Russie 2  | 18e          | 18           | 34           | 4            | 10           | 20           | 17           | 19           | -2           | —                     |
| 1971-1977 | Club inactif | Club inactif | Club inactif | Club inactif | Club inactif | Club inactif | Club inactif | Club inactif | Club inactif | Club inactif | Club inactif          |
| 1978      | 3e Zone 3    | 9e           | 49           | 46           | 18           | 13           | 15           | 49           | 57           | -8           | —                     |
| 1979      | 3e Zone 3    | 20e          | 37           | 48           | 12           | 13           | 23           | 37           | 65           | -28          | —                     |
| 1980      | 3e Zone 3    | 9e           | 36           | 34           | 15           | 6            | 13           | 42           | 37           | +5           | —                     |
| 1981      | 3e Zone 3    | 9e           | 34           | 34           | 12           | 10           | 12           | 33           | 34           | -1           | —                     |
| 1982      | 3e Zone 3    | 7e           | 34           | 32           | 11           | 12           | 9            | 38           | 33           | +5           | —                     |
| 1983      | 3e Zone 3    | 7e           | 31           | 30           | 13           | 5            | 12           | 35           | 34           | +1           | —                     |
| 1984      | 3e Zone 3    | 16e          | 18           | 30           | 7            | 4            | 19           | 18           | 41           | -23          | —                     |
| 1985      | 3e Zone 3    | 10e          | 26           | 30           | 10           | 6            | 14           | 35           | 39           | -4           | —                     |
| 1986      | 3e Zone 3    | 10e          | 32           | 32           | 11           | 10           | 11           | 38           | 41           | -3           | —                     |
| 1987      | 3e Zone 3    | 10e          | 31           | 32           | 11           | 9            | 12           | 34           | 37           | -3           | —                     |
| 1988      | 3e Zone 3    | 1er          | 48           | 38           | 19           | 10           | 9            | 43           | 32           | +11          | —                     |
| 1989      | 3e Zone 3    | 1er          | 62           | 42           | 30           | 2            | 10           | 92           | 32           | +60          | —                     |
| 1990      | 3e Centre    | 6e           | 47           | 42           | 19           | 9            | 14           | 66           | 54           | +12          | Seizièmes de finale   |
| 1991      | 3e Centre    | 13e          | 40           | 42           | 16           | 8            | 18           | 70           | 56           | +14          | 32es de finale        |
| 1991      | 3e Centre    | 13e          | 40           | 42           | 16           | 8            | 18           | 70           | 56           | +14          | Seizièmes de finale   |

#### Période russe
| Saison    | Championnat | Championnat | Championnat | Championnat | Championnat | Championnat | Championnat | Championnat | Championnat | Championnat | Coupe de Russie     |
| Saison    | Division    | Pos         | Pts         | J           | V           | N           | D           | BP          | BC          | Diff        | Coupe de Russie     |
| --------- | ----------- | ----------- | ----------- | ----------- | ----------- | ----------- | ----------- | ----------- | ----------- | ----------- | ------------------- |
| 1992      | 2e Ouest    | 3e          | 43          | 34          | 18          | 7           | 9           | 63          | 35          | +18         | —                   |
| 1993      | 2e Ouest    | 1er         | 65          | 42          | 29          | 7           | 6           | 121         | 33          | +88         | 64es de finale      |
| 1994      | 2e Ouest    | 1er         | 65          | 42          | 29          | 7           | 6           | 103         | 31          | +72         | Quarts de finale    |
| 1995      | 1re         | 11e         | 32          | 30          | 10          | 2           | 18          | 32          | 62          | -30         | 32es de finale      |
| 1996      | 1re         | 13e         | 39          | 34          | 11          | 6           | 17          | 38          | 51          | -13         | Huitièmes de finale |
| 1997      | 1re         | 6e          | 53          | 34          | 13          | 14          | 7           | 40          | 26          | +14         | Seizièmes de finale |
| 1998      | 1re         | 10e         | 38          | 30          | 9           | 11          | 10          | 38          | 38          | 0           | Seizièmes de finale |
| 1999      | 1re         | 14e         | 29          | 30          | 7           | 8           | 15          | 30          | 49          | -19         | Seizièmes de finale |
| 2000      | 1re         | 6e          | 49          | 30          | 13          | 10          | 7           | 47          | 28          | +19         | Seizièmes de finale |
| 2001      | 1re         | 16e         | 23          | 30          | 5           | 8           | 17          | 19          | 54          | -35         | Seizièmes de finale |
| 2002      | 2e          | 2e          | 70          | 34          | 20          | 10          | 4           | 59          | 29          | +30         | Seizièmes de finale |
| 2003      | 1re         | 16e         | 24          | 30          | 6           | 6           | 18          | 30          | 49          | -19         | Seizièmes de finale |
| 2004      | 2e          | 17e         | 51          | 42          | 13          | 12          | 17          | 47          | 44          | +3          | Seizièmes de finale |
| 2005      | 4e Sud      | 1er         | 106         | 38          | 35          | 1           | 2           | 126         | 20          | +106        | Huitièmes de finale |
| 2006      | 3e Sud      | 3e          | 67          | 32          | 20          | 7           | 5           | 57          | 61          | -4          | —                   |
| 2007      | 3e Sud      | 1er         | 67          | 28          | 21          | 4           | 3           | 68          | 25          | +43         | 256es de finale     |
| 2008      | 2e          | 9e          | 61          | 42          | 16          | 13          | 13          | 51          | 31          | +20         | 32es de finale      |
| 2009      | 2e          | 18e         | 34          | 38          | 8           | 10          | 20          | 31          | 51          | -20         | 32es de finale      |
| 2010      | 3e Sud      | 1er         | 76          | 32          | 24          | 4           | 4           | 63          | 20          | +43         | 32es de finale      |
| 2011-2012 | 2e          | 18e         | 52          | 48          | 14          | 10          | 24          | 40          | 45          | -5          | Seizièmes de finale |
| 2011-2012 | 2e          | 18e         | 52          | 48          | 14          | 10          | 24          | 40          | 45          | -5          | 32es de finale      |
| 2012-2013 | 3e Sud      | 2e          | 69          | 32          | 20          | 9           | 3           | 53          | 17          | +36         | 64es de finale      |
| 2013-2014 | 3e Sud      | 2e          | 85          | 34          | 27          | 4           | 3           | 74          | 19          | +55         | 128es de finale     |
| 2014-2015 | 3e Sud      | 3e          | 74          | 36          | 21          | 11          | 4           | 73          | 35          | +38         | 32es de finale      |
| 2015-2016 | 3e Sud      | 4e          | 48          | 26          | 14          | 6           | 6           | 35          | 22          | +13         | 128es de finale     |
| 2016-2017 | 3e Sud      | 5e          | 50          | 30          | 15          | 5           | 10          | 37          | 21          | +16         | 32es de finale      |
| 2017-2018 | 3e Sud      | 5e          | 51          | 32          | 15          | 6           | 11          | 45          | 27          | +18         | 32es de finale      |
| 2018-2019 | 3e Sud      | 4e          | 52          | 28          | 16          | 4           | 8           | 55          | 23          | +32         | Seizièmes de finale |
| 2019-2020 | 3e Sud      | 4e          | 33          | 19          | 10          | 3           | 6           | 40          | 22          | +18         | Seizièmes de finale |
| 2020-2021 | 3e Groupe 1 | 3e          | 72          | 32          | 22          | 6           | 4           | 57          | 19          | +38         | Phase de groupes    |
| 2021-2022 | 3e Groupe 1 | 5e          | 60          | 32          | 18          | 6           | 8           | 70          | 35          | +35         | 128es de finale     |
| 2022-2023 | 3e Groupe 1 | 1er         | 72          | 31          | 22          | 6           | 3           | 65          | 22          | +43         | 32es de finale      |
| 2023-2024 | 2e          | en cours    | en cours    | en cours    | en cours    | en cours    | en cours    | en cours    | en cours    | en cours    | 8es de finale       |

### Bilan européen
Le Tchernomorets prend part à sa seule et unique compétition européenne en 2001, année qui le voit participer à la Coupe UEFA. Son parcours dans la compétition est cependant bref, le club étant opposé d'entrée aux Espagnols de Valence, qui gagnent 1-0 en Russie avant d'assurer nettement leur qualification en l'emportant 5-0 chez eux.
Note : dans les résultats ci-dessous, le score du club est toujours donné en premier.
| Saison    | Compétition | Tour         | Club       | Domicile | Extérieur | Total |
| --------- | ----------- | ------------ | ---------- | -------- | --------- | ----- |
| 2001-2002 | Coupe UEFA  | Premier tour | Valence CF | 0 - 1    | 0 - 5     | 0 - 6 |

Légende
- Victoire ou qualification pour le tour suivant
- Match nul
- Défaite ou élimination de la compétition

## Personnalités

### Entraîneurs
La liste suivante présente les différents entraîneurs du club depuis 1958.
- Oleg Timakov (1958-1960)
- Nikolaï Rasskazov (1960-1961)
- Ivan Cherekhov (1961-juillet 1962)
- Oleg Timakov (août 1962-décembre 1963)
- Artiom Falian (avril 1964-décembre 1964)
- Piotr Stoupakov (1965)
- Viktor Kassianov (1966-1967)
- Nikolaï Rasskazov (1968)
- Ivan Cherekhov (1969)
- Vassili Chinkariov (1969-1970)
- Vassili Vassiliev (1978-1980)
- Arseni Naïdionov (1980-1981)
- Sergueï Chkliar (1982)
- Pavel Kouchtch (janvier 1984-avril 1984)
- Aleksandr Sourov (mai 1984-décembre 1985)
- Arseni Naïdionov (janvier 1986-juillet 1990)
- Nikolaï Khvan (juillet 1990-décembre 1990)
- Vladimir Mikhaïlov (1991)
- Oleg Dolmatov (janvier 1992-septembre 1995)
- Sergueï Boutenko (septembre 1995-décembre 1995)
- Oleg Dolmatov (janvier 1996-juillet 1998)
- Sergueï Boutenko (juillet 1998-juillet 1999)
- Vladimir Fedotov (juillet 1999-décembre 1999)
- Anatoli Baïdatchnyi (janvier 2000-avril 2001)
- Viktor Zernov (avril 2001-juin 2001)
- Sergueï Andreïev (juin 2001-septembre 2001)
- Khazret Dychekov (septembre 2001-novembre 2001)
- Valeri Nenenko (novembre 2001-mai 2002)
- Khazret Dychekov (mai 2002-novembre 2002)
- Valeri Tchetverik (février 2003-mars 2003)
- Igor Gamoula (mars 2003-juillet 2003)
- Sergueï Pavlov (juillet 2003-octobre 2003)
- Igor Gamoula (octobre 2003-janvier 2004)
- Aleksandr Garmachov (janvier 2004-juin 2004)
- Viktor Tichtchenko (juillet 2004-décembre 2004)
- Vazgen Manassian (avril 2005-octobre 2005)
- Igor Gamoula (novembre 2005-août 2006)
- Edouard Sarkisov (août 2006-mars 2007)
- Vladimir Lagoïda (mars 2007-avril 2007)
- Khazret Dychekov (avril 2007-août 2008)
- Nikolaï Ioujanine (août 2008-avril 2009)
- Edouard Sarkisov (mai 2009-juillet 2009)
- Aleksandr Irkhine (juillet 2009-septembre 2009)
- Igor Tcherni (septembre 2009-décembre 2009)
- Khazret Dychekov (décembre 2009-septembre 2011)
- Igor Tcherni (septembre 2011-juin 2012)
- Oleg Dolmatov (juin 2012-juin 2015)
- Edouard Sarkisov (juin 2015-septembre 2017)
- Khazret Dychekov (septembre 2017-juin 2019)
- Edouard Sarkisov (juin 2019-octobre 2022)
- Konstantin Zyrianov (octobre 2022-novembre 2023)
- Vadim Garanine (depuis novembre 2023)

### Joueurs emblématiques
Les joueurs internationaux suivants ont joué pour le club. Ceux ayant évolué en équipe nationale lors de leur passage au Tchernomorets sont marqués en gras.
URSS/Russie
- Boris Pozdniakov
- Alexeï Bérézoutski
- Vladimir Bout
- Sergueï Filippenkov
- Nikolaï Komlitchenko
- Oleg Kouzmine
- Denis Popov
- Oleg Teriokhine
- Ievgueni Varlamov

Pays de l'ex-URSS
- Armen Adamyan
- Manuk Kakosyan
- Tigran Petrosyan
- Aramais Yepiskoposyan
- Lev Mayorov
- Vyacheslav Geraschenko
- Artem Kontsevoy
- Konstantin Kovalenko
- Vitali Lanko
- Mikhaïl Markhel
- Andreï Sosnitski
- Aleksandr Vyazhevich
- Besik Beradze
- Davit Janashia
- Klimenti Tsitaishvili
- Vadim Egoshkin
- Andrei Kurdyumov
- Maksim Nizovtsev
- Maksim Chevtchenko
- Andrey Shkurin
- Jurijs Ševļakovs
- Nerijus Radžius
- Serghei Belous
- Serghei Cleșcenco
- Alexandr Covalenco
- Adrian Sosnovschi
- Oleksiy Antyukhyn
- Serhiy Bezhenar
- Yuriy Hrytsyna
- Oleksandr Kyryukhin
- Maksym Levytskyy
- Oleksandr Pryzetko
- Serhiy Snytko
- Oleksandr Svystunov
- Mykola Volosyanko
- Jafar Irismetov
- Eduard Momotov
- Gennadiy Sharipov

Afrique
- David Embé
- Alphonse Tchami
- Jerry-Christian Tchuissé
- Baba Adamu

Amérique
- Flávio

## Identité visuelle

### Logo

Évolution du logo
Logo de 1995 à 1996.
Logo depuis [Quand ?].